# Efeito de Leidenfrost

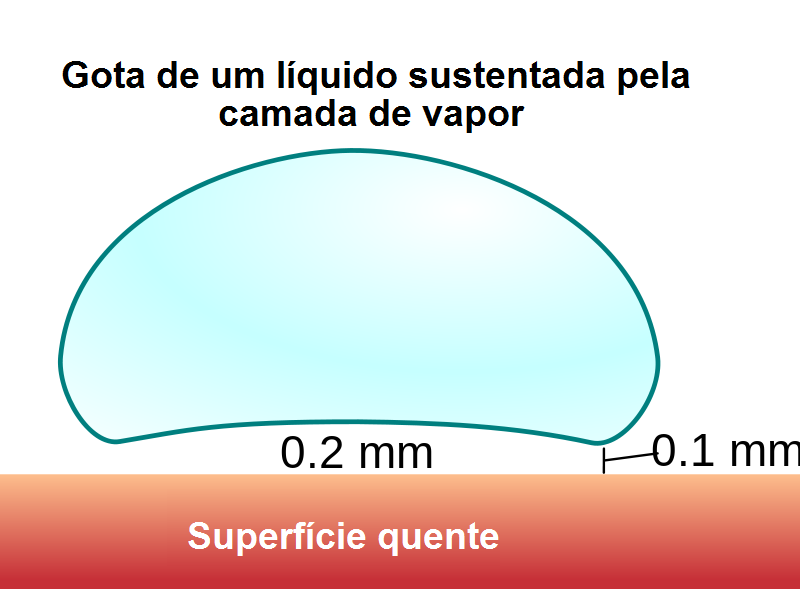
Gota - Efeito Leidenfrost

O efeito de Leidenfrost é um fenômeno no qual um líquido, em contato próximo com uma massa significativamente mais quente que o seu ponto de ebulição, produz uma camada isolante de vapor que evita que o líquido evapore rapidamente.
O efeito de Leidenfrost é comumente observado ao cozinhar, quando uma gota de água é derramada sobre uma panela suficientemente quente, em uma temperatura acima do ponto de Leidenfrost. Neste caso, o vapor de água que se forma abaixo da água e sobre a panela mantém a gota em suspensão, não havendo contato direto entre a água e a panela. Como consequência, a água demora mais tempo para evaporar do que demoraria caso a panela estivesse acima da temperatura de ebulição, mas abaixo da temperatura do ponto de Leidenfrost. O efeito também é responsável pela capacidade do nitrogênio líquido de escorregar pela superfície. Também tem sido utilizado em algumas demonstrações potencialmente perigosas, como mergulhar o dedo molhado com água em chumbo derretido  ou encher a boca de nitrogênio líquido e assoprar, ambas executadas sem prejuízo para o demonstrador. O último é potencialmente letal, especialmente se ingerir acidentalmente o nitrogênio líquido.
O efeito é nomeado assim em homenagem a Johann Gottlob Leidenfrost, que discutiu o assunto em A Tract About Some Qualities of Common Water em 1756.